# Gouin
 Gouin es una localidad del partido de Carmen de Areco, provincia de Buenos Aires, República Argentina.
Se encuentra a 11 km de la ciudad de Carmen de Areco.

## Población
Cuenta con 122 habitantes (Indec, 2010), lo que representa un decremento del 8% frente a los 134 habitantes (Indec, 2001) del censo anterior.
| Gráfica de evolución demográfica de Gouin entre 1991 y 2010 |
|                                                             |
| Fuente: Censos nacionales del INDEC                         |

## Fiesta Nacional del Pastel
Todos los meses de diciembre el Pueblo de Gouin se viste con sus mejores galas para recibir a todos aquellos visitantes que se acerquen para participar de la 'Fiesta Nacional del Pastel', donde se pueden degustar pastelitos nacionales, escuchar buena música y compartir la elección de la mejor pastelera de la fiesta y de la reina del pastel.

## Sismicidad
La región responde a las subfallas «del río Paraná», y «del río de la Plata», y a la falla de «Punta del Este», con sismicidad baja; y su última expresión se produjo el 5 de junio de 1888 (137 años), a las 3.20 UTC-3, con una magnitud aproximadamente de 4,5 en la escala de Richter (terremoto del Río de la Plata de 1888).
e
Área de
- Tormentas severas, poco periódicas, con Alerta Meteorológico
- Baja sismicidad, con silencio sísmico de 137 años